# 滋賀県道227号敏満寺野口線
滋賀県道227号敏満寺野口線（しがけんどう227ごう びんまんじのぐちせん）は、滋賀県犬上郡多賀町から彦根市に至る一般県道である。

## 概要
犬上郡多賀町大字富之尾から彦根市野口町に至る。
沿道は田園風景だが、彦根市内に入ると工場が目立つ。

### 路線データ
- 起点：犬上郡多賀町大字富之尾（滋賀県道226号佐目敏満寺線交点）
- 終点：彦根市野口町（野口町交差点、国道8号交点、滋賀県道196号三津屋野口線終点）
- 総延長：6.8 km

## 路線状況

### バイパス
- 犬上郡甲良町大字金屋 - 犬上郡甲良町大字法養寺

### 重複区間
- 滋賀県道222号北落豊郷線（犬上郡甲良町大字横関）
- 滋賀県道13号彦根八日市甲西線（犬上郡甲良町大字法養寺・甲良町役場前交差点 - 犬上郡甲良町大字尼子・尼子交差点）

### 道路施設

#### 橋梁
- 富之尾大橋（犬上川、犬上郡多賀町）

## 地理

### 通過する自治体
- 滋賀県
  - 犬上郡多賀町 - 犬上郡甲良町 - 彦根市

### 交差する道路
| 交差する道路                                                      | 市町村名 | 市町村名 | 交差する場所 | 交差する場所        |
| ----------------------------------------------------------------- | -------- | -------- | ------------ | ------------------- |
| 滋賀県道226号佐目敏満寺線                                         | 犬上郡   | 多賀町   | 大字富之尾   | 起点                |
| 国道307号                                                         | 犬上郡   | 甲良町   | 大字金屋     | 金屋北交差点        |
| 滋賀県道222号北落豊郷線 重複区間起点                              | 犬上郡   | 甲良町   | 大字横関     |                     |
| 滋賀県道222号北落豊郷線 重複区間終点                              | 犬上郡   | 甲良町   | 大字横関     |                     |
| 滋賀県道13号彦根八日市甲西線 重複区間起点 滋賀県道330号甲良多賀線 | 犬上郡   | 甲良町   | 大字法養寺   | 甲良町役場前交差点  |
| 滋賀県道13号彦根八日市甲西線 重複区間終点                         | 犬上郡   | 甲良町   | 大字尼子     | 尼子交差点          |
| 旧中山道                                                          | 犬上郡   | 甲良町   | 大字尼子     | 出町交差点          |
| 国道8号 滋賀県道196号三津屋野口線                                 | 彦根市   | 彦根市   | 野口町       | 野口町交差点 / 終点 |

### 交差する鉄道
- 東海道新幹線
- 近江鉄道本線

### 沿線
- 敏満寺
- 金屋大師堂
- 道の駅せせらぎの里こうら
- 滋賀県立甲良養護学校
- 甲良町役場
- 甲良町公民館
- 甲良神社
- 甲良町立甲良中学校
- 近江鉄道本線 尼子駅
- 近江電線
- 中嶋バルブ工業 彦根南工場
- 近江鉄道自動車 整備工場
- 大東電材 彦根事業所